# 羅柏·蘭登
罗伯特·兰登教授（Robert Langdon）是美国作家丹·布朗小说中的虚构角色，是哈佛大学宗教象征和符号学教授。兰登教授最早出场于丹·布朗2000年的小说《天使与魔鬼》，随后在《达·芬奇密码》（2003年）、《失落的秘符》（2009年）、《地狱》（2013年）和《起源》（2017年）中也以主角身份登场。2006年，汤姆·汉克斯在《达·芬奇密码》改编的同名电影中首次出演了罗伯特·兰登这一角色，随后在2009年电影《天使与魔鬼》中再次饰演此角。他还继续在2016年上映的《地狱》改编电影中出演此角。而在《达·芬奇密码》改编的同名游戏中则是由罗伯特·克劳沃西为这一角色配音。阿什利·祖克曼在電視劇《失落的符號》中飾演蘭登。

## 角色创作
丹·布朗在塑造罗伯特·兰登这一角色时将自己的身份代入了创作，根据其本人幻想中的另一人格创造了这一角色，把他描写成“自己希望成为的那种人”。布朗本人出生于1964年6月22日出生于新罕布什尔州埃克塞特，而虚构的兰登也在同一天出生在同一座城市。兰登和布朗亦同是毕业于菲利普斯埃克塞特学院。
罗伯特·兰登的名字是取自布朗父亲的朋友约翰·兰登。约翰·兰登是卓克索大學的艺术设计教授，正是他为布朗设计了《天使与魔鬼》一书初版封面和小说中使用的双向图。在这部小说的致谢部分，布朗称约翰·兰登为“当代最杰出最具天赋的艺术家之一……他出色完成了我提出的几乎不可能实现的挑战，创造出了小说中的双向图。”约翰·兰登还为电影《达·芬奇密码》设计了布朗虚构出的苏黎世储蓄银行的标志。
在一次接受《纽约时报》采访时，布朗表示在创作兰登这一角色时还从美国作家约瑟夫·坎贝尔获取了灵感。他表示坎贝尔关于符号学、比较宗教学和神话学的著作，尤其是《神话的力量》和《千面英雄》两部作品，在他创作罗伯特·兰登这一角色时极大地激发了他的灵感。

## 故事线索
罗伯特·兰登出生于美国新罕布什尔州埃克塞特，外表就像“穿着哈里斯毛料的哈里森·福特”。兰登的经典造型便是身着高领毛衣、哈里斯毛料外套、卡其布裤子和一双学院气的科尔多瓦皮路夫鞋，他在上课、讲座以及其他各种社交场合时都身穿这一套标准装束。另外小说中经常提到兰登佩戴着一款米奇老鼠手表，这是他的父母在他九岁生日时送给他的礼物，而他始终佩戴着这块手表以“时刻提醒自己保持一颗年轻的心”。他开的汽车是。
兰登在菲利普斯埃克塞特学院读预科时学会了跳水，在普林斯顿大学就读时学会了水球，在《天使与魔鬼》中还曾利用自己的水球技巧与敌人在水中搏斗。他7岁时曾跌落井中，从此留下心理阴影，患上了幽闭恐惧症。兰登的生父在他12岁时逝世，从此之后史密森尼学会会长彼得·所罗门（Peter Solomon）便成为了他的人生导师，在他眼中成为父亲一般的形象。
兰登有着天才一般的大脑，还有过目不忘的记忆力。他在哈佛大学担任宗教象征和符号学教授。他热爱并且擅长游泳，每天早上要在哈佛大学泳池游50个来回。兰登还曾提到虽然他的家庭笃信天主教，但他并非教徒，也从未真正理解上帝。
小说《达·芬奇密码》是作为《天使与魔鬼》的续作出版的，但电影却并未按出版顺序拍摄，而是将《天使与魔鬼》拍摄成了《达·芬奇密码》的续作。

### 天使与魔鬼
在《天使与魔鬼》一书中，罗伯特·兰登受到歐洲核子研究組織的邀请到其位于瑞士的总部，调查该组织物理学家列奥纳多·维特勒（Leonardo Vetra） 遇刺案中一些宗教符号留下的线索。维特勒是该组织最优秀且最著名的科学家，同时还是一位天主教神父，被刺杀后遗体上被人烙上光照派的标记，兰登便是来调查这个标记的幕后谜团的。他对光照派相关历史知识的了解将在调查中发挥重大作用。列奥纳多的女儿维多利亚·维特勒（Vittoria Vetra）随后加入调查，与兰登二人一同前往梵蒂冈，试图解开光照派背后的秘密。小说中称光照派是一个反天主教的地下组织，已经渗入众多全球政治、经济和宗教组织的内部。号称属于这一组织的成员还在教宗选举前绑架了四位枢机主教，并要将其一一杀害。与此同时，他们还盗取了欧洲核子研究组织研制的反物质，一旦湮灭将在罗马和梵蒂冈城造成巨大爆炸。兰登和维特勒二人沿着光照派留下的“光明之路”（Path of Illumination）找到藏在四座教堂内的四位被绑架的枢机，试图拯救他们免于被杀，同时一步步解开谜团并阻止反物质最终的爆炸。在小说的末尾，兰登与维特勒相恋。最后结尾处，维特勒问及兰登是否信仰宗教，兰登给出了否定的答案。小说最后暗示二人最终发生了性关系。然而，小说的续作《达·芬奇密码》中仅仅简短提到了这段关系，暗示二人关系持续不到一年便已分手。

### 达·芬奇密码
2003年出版的《达·芬奇密码》一书中，罗伯特·兰登前往巴黎参加工作上的一个讲座，按约定还将与卢浮宫馆长雅克·索尼埃（Jacques Saunière）会面。但法国警方却告知兰登索尼埃已在卢浮宫被人谋杀，并希望兰登即刻前往现场协助参与案件的调查。然而兰登并不知道，索尼埃在死前写下了一串密码和“找到罗伯特·兰登”的字样，警方据此把他列为谋杀案的首要嫌疑人，将他带到犯罪现场是希望他向警方认罪。兰登在卢浮宫内遇到了索菲·奈芙（Sophie Neveu），她是法国中央司法警察局的一位年轻的密码学家。兰登在与她的对话中很快意识到她其实还是索尼埃的孙女。索尼埃临死前写下他的名字事实上是暗示索菲去寻求他的帮助，索菲也因此相信兰登是无辜的，并与兰登一起破解索尼埃遇害背后的秘密。
兰登在接下来的时间内一面与警方周旋，一面展开调查。他追踪到索尼埃之死背后的秘密与一个曾经由列奥纳多·达·芬奇领导的古代神秘组织“郇山隐修会”有密切关系。兰登与奈芙继续深入调查这一组织背后的谜团，解开一个个密码，同时与另一位天主事工会派出的杀手斗智斗勇，最终揭开了郇山隐修会一直保护守着的秘密，发现了抹大拉的馬利亞与圣杯之间的联系。在小说的结尾，兰登和索菲·奈芙似乎相互产生了恋情，二人相吻并定下了约会。

### 失落的秘符
在《失落的秘符》中，罗伯特·兰登的故事发生在华盛顿特区，与共济会密切相关。故事一开始，他被人骗到国会大厦，得知自己的人生导师彼得·所罗门遭到绑架，手也被人残忍割下，而兰登只能按绑匪意愿找到与共济会有关的一个秘密才能解救所罗门。于是兰登在华盛顿各处纪念碑和纪念建筑之间穿梭，试图揭开共济会背后的谜团。这背后的一切隐藏的秘密将颠覆全球人们对科学和政治的观点，但现在受到了彼得·所罗门之子扎伽利·所罗门（Zachary Solomon）的威胁。扎伽利化名迈拉克（Mal'akh），还背叛了自己的父亲。而彼得·所罗门的妹妹，研究意念科学的凯瑟琳·所罗门（Katherine Solomon）也受到了生命威胁。在调查中，兰登得到了凯瑟琳的帮助，国会大厦建筑师沃伦·巴拉米（Warren Bellamy）和中央情报局安全部部长佐藤井上（Inoue Sato）也协助他展开调查。最终中央情报局特工击毙了扎伽利，解救了彼得·所罗门，而兰登也最终解开了共济会隐藏的秘密。

### 地狱
在小说《地狱》中，兰登从昏迷中醒来，却发现自己身在意大利佛罗伦萨，对几天内发生的事情完全丧失了记忆。随后他很快发现自己正在被人追杀，医生西恩娜·布鲁克斯（Sienna Brooks）帮助他侥幸逃脱。兰登根据手中的不知从何而来的一幅被人修改过的桑德罗·波提切利所作的《地狱图》作为线索展开调查。他与西恩娜·布鲁克斯一边逃脱追捕，一边展开调查，试图回忆起失去的记忆，解开背后的阴谋。二人根据与但丁和《神曲》相关的线索，辗转佛罗伦萨、威尼斯和伊斯坦布尔几所城市，一步步破解秘密，接近真相，试图阻止一场密谋已久的生物恐怖主义袭击。整个过程中不断受到一个秘密组织“财团”（The Consortium）从中阻挠，而每个人似乎都隐藏着不可告人的秘密。最终，兰登在世界卫生组织的协助下揭穿了整个阴谋。

## 其他媒體
2006年，汤姆·汉克斯在根據《达·芬奇密码》改编的同名电影中首次出演了罗伯特·兰登这一角色，随后在2009年电影《天使与魔鬼》中再次饰演此角。他还继续在2016年上映的《地狱》改编电影中出演此角。在根據《达·芬奇密码》改编的同名游戏中，羅柏·蘭登一角由罗伯特·克劳沃西配音。

## 著作列表
四部小说中提到兰登曾出版过六部著作：
- 《光照派的艺术：第一部分》（The Art of the Illuminati: Part 1）[27][28]
- 《秘密教派符号学》（The Symbology of Secret Sects）[28]
- 《表意符号语言的遗失》（The Lost Language of Ideograms）[28]
- 《宗教符号学》（Religious Iconology）[28]
- 《圣女遗失的符号》（Symbols of the Lost Sacred Feminine）[29][30]
- 《穆斯林世界里的基督教符号》（Christian Symbols in the Muslim World）[31]

### 引用
1. ↑  Associated Press. . Yahoo!. 2013-01-15  [2013-01-15]. （原始内容存档于2021-04-20）.
2. 1 2  . Infoplease.com.   [2013-01-10]. （原始内容存档于2011-12-15）.
3. ↑  . 2013-11-20  [2014-04-06]. （原始内容存档于2021-04-20）.
4. ↑  Naughton, Philippe. . Times Online. 2006-03-13  [2014-04-02]. （原始内容存档于2009-05-15）.
5. ↑  . Drexel University. 2009-05-04  [2014-04-06]. （原始内容存档于2014-06-19）.
6. ↑  . The New York Times. 2013-06-20  [2014-04-06]. （原始内容存档于2021-04-20）.
7. ↑  Brown 2009，第8頁
8. ↑  Brown 2009，第25頁
9. ↑  . Hodinkee. 2009-10-26. （原始内容存档于2014-10-15）.
10. ↑  Brown 2000，第26頁
11. ↑  Brown 2003，第227頁
12. ↑  Brown 2000，第1章
13. ↑  Brown 2000，第103章
14. 1 2  Brown 2009，第3章
15. ↑  Brown 2009，第7頁
16. ↑  Brown 2009，第15頁
17. 1 2  Brown 2000，第31章
18. ↑  Michael Fleming. . Variety. 2007-10-24  [2014-04-06]. （原始内容存档于2021-04-20）.
19. ↑  Brown 2000
20. ↑  Brown 2000，第137章
21. ↑  Brown 2003，第6章
22. 1 2  Brown 2003
23. ↑  Brown 2009
24. ↑  Brown 2013
25. ↑  . NME. 2013-07-17  [2014-04-06]. （原始内容存档于2016-07-09）.
26. ↑  . Dialogue Junkie. 2011-03-18. （原始内容存档于2014-04-07）.
27. ↑  Brown 2000，第2章
28. 1 2 3 4  Brown 2003，第1章
29. ↑  Brown 2003，第4章
30. ↑  Brown 2009，第1章
31. ↑  Brown 2013，第91章